# Floribert Chebeya
Floribert Chebeya Bahizire (Bukavu, 13 september 1963 – Kinshasa, 2 juni 2010) was een Congolese mensenrechtenactivist en bekend tegenstander van het regime-Mobutu en de regeringen Laurent-Désiré en Joseph Kabila. Hij was medeoprichter en voorzitter van de Congolese mensenrechtenorganisatie La Voix des Sans Voix pour les Droits de l’Homme (VSV). Chebeya was ook secretaris van de nationale koepel van mensenrechtenorganisaties RENADHOC waarvan hij in 2000 medeoprichter was. Hij werd vermoord.

## Biografie
In 1993 ontving Chebeya de Reebok Human Rights Award.
Geregeld was Chebeya slachtoffer van intimidaties. Volgens zijn organisatie VSV werd hij in maart 1998 aangevallen door regeringssoldaten. In mei 2000 lanceerde Amnesty International een schrijfactie omdat Chebeya en zijn medewerkers moesten onderduiken na de publicatie van een rapport over de mensenrechtensituatie in Congo.  Eind 2002 leefde hij na verbale bedreigingen een tijdje ondergedoken tot april 2003 en schortte de VSV een maand lang zijn activiteiten. De Commissie voor de Mensenrechten van de Verenigde Naties vroeg in 2004 uitleg aan de Congolese regering over een incident met enkele gewapende mannen op 6 juli 2004.  Ook in juli en augustus 2006 sloot het kantoor enkele dagen en leefde Chebeya na intimidaties meer dan een maand ondergedoken. In maart 2009 werd hij tijdens een persconferentie door de politie gearresteerd en enkele dagen vastgehouden.
Op de avond van 1 juni 2010 bleken Chebeya en zijn chauffeur vermist. Op 2 juni 2010 werd Chebeya dood aangetroffen op de achterbank van zijn wagen in een buitenwijk van Kinshasa. Enige dagen daarna werden enkele hoge politiefunctionarissen op verdenking van de moord aangehouden. Kolonel Daniel Mukalay, chef van de speciale ordediensten van de Congolese politie, werd gearresteerd in het weekend van 5 juni 2010, en bekende dat hij de uitvoerder was en dat zijn baas, John Numbi, de nationale chef van de politie van Congo, verantwoordelijk is. In 2011 werden vier van zijn moordenaars, onder wie Mukalay, ter dood veroordeeld, een kreeg levenslang, drie werden er vrijgesproken, John Numbi bleef buiten schot.
Op 26 juni 2010 werd Chebeya in Kinshasa begraven. De uitvaartplechtigheid werd geleid door Laurent Monsengwo, aartsbisschop van Kinshasa.
In 2011 maakte de Belgische regisseur Thierry Michel een documentaire over het proces tegen de moordenaars van Chebeya en zijn chauffeur: L'affaire Chebeya.
Op 22 september 2021 begint het proces in hoger beroep tegen twee leden van het team dat de mensenrechtenverdediger en zijn chauffeur heeft vermoord.

## Werken
- Floribert Chebeya, 'The Fragility of Democracy: The Case of Zaïre'. Hoofdstuk 5 blz. 79-86 in: Daniel N. Nelson, After authoritarianism:democracy or disorder?, Greenwood Press, 1995, ISBN 0-313-29393-7